# Adelaide Ferreira
Adelaide Ferreira (23 september 1959 in Minde, Portugal) is een Portugese zangeres.
Ze startte als rockzangeres en had een hit met Baby suicida, daarna zong ze meer ballades.
In 1985 vertegenwoordigde ze Portugal op het Eurovisiesongfestival met het lied Penso em ti (Eu sei) dat 18de werd met 9 punten.
Ze is ook een actrice die in soapseries meespeelde.

## Discografie
Albums
- Entre Um Coco e Um Adeus (LP, Polygram,1986)
- Amantes Imortais/Fast And Far (2LP, MBP, 1989)
- O Realizador está Louco (cd, Vidisco, 1996)
- Só Baladas (Compilação, BMG, 1998)
- Sentidos (cd, BMG, 2000)
- BB3 (2001) - Outro Sol
- O Olhar da Serpente (2002)
- Adelaide Ferreira,(2004), Universal Music Portugal

Singles
- Meu Amor Vamos Conversar os Dois (Single, Nova, 1978)
- Espero por Ti/Alegria Em Flor (Single, Nova, 1980)
- Baby Suicida/A Tua Noite (Single, Vadeca, 1981)
- Bichos/Trânsito (Single, Vadeca, 1981)
- Não Não Não/Danada do Rock'n'Roll (Máxi, Polygram, 1983)
- Quero-Te, Choro-te, Odeio-Te, Adoro-te (Single, Polygram, 1984)
- Penso em Ti, Eu Sei/Vem No Meu Sonho (Single, Polygram, 1985)

1964: António Calvário · 
1965: Simone de Oliveira · 
1966: Madalena Iglésias · 
1967: Eduardo Nascimento · 
1968: Carlos Mendes · 
1969: Simone de Oliveira · 
1971: Tonicha · 
1972: Carlos Mendes · 
1973: Fernando Tordo · 
1974: Paulo de Carvalho · 
1975: Duarte Mendes · 
1976: Carlos do Carmo · 
1977: Os Amigos · 
1978: Gemini · 
1979: Manuela Bravo · 
1980: José Cid · 
1981: Carlos Paião · 
1982: Doce · 
1983: Armando Gama · 
1984: Maria Guinot · 
1985: Adelaide Ferreira · 
1986: Dora · 
1987: Nevada · 
1988: Dora · 
1989: Da Vinci · 
1990: Nucha · 
1991: Dulce Pontes · 
1992: Dina · 
1993: Anabela · 
1994: Sara Tavares · 
1995: Tó Cruz · 
1996: Lúcia Moniz · 
1997: Célia Lawson · 
1998: Alma Lusa · 
1999: Rui Bandeira · 
2001: MTM · 
2003: Rita Guerra · 
2004: Sofia Vitória · 
2005: 2B · 
2006: Nonstop · 
2007: Sabrina · 
2008: Vânia Fernandes · 
2009: Flor-de-Lis · 
2010: Filipa Azevedo · 
2011: Homens da Luta · 
2012: Filipa Sousa · 
2014: Suzy · 
2015: Leonor Andrade · 
2017: Salvador Sobral · 
2018: Cláudia Pascoal · 
2019: Conan Osíris · 
2021: The Black Mamba · 
2022: Maro · 
2023: Mimicat · 
2024: Iolanda · 
2025: Napa
- Bibliothèque nationale de France: cb160119180 (data)
- Gemeinsame Normdatei: 132575329
- International Standard Name Identifier: 0000 0000 5895 1475
- MusicBrainz: 614ae5a6-608f-4e35-87df-2efe7e3d5024
- Virtual International Authority File: 85967776
- WorldCat: E39PBJw4xV9mTjKfMW8Kmpyjmd